# Epinephelus erythrurus
Epinephelus erythrurus, tên thường gọi là Cloudy grouper (cá mú mây), là một loài cá biển thuộc chi Epinephelus trong họ Cá mú. Loài này được mô tả lần đầu tiên vào năm 1828.

## Phân bố và môi trường sống
E. erythrurus có phạm vi phân bố rộng rãi ở Ấn Độ Dương và Tây Thái Bình Dương. Loài này được tìm thấy từ Pakistan đến khắp bờ biển Ấn Độ (bao gồm quần đảo Lakshadweep và Sri Lanka), và từ biển Andaman trải rộng về phía đông đến khắp vùng biển bao quanh các đảo thuộc phía tây quần đảo Mã Lai (bao gồm Sumatra, Java, Borneo và Sulawesi), phía bắc trải rộng khắp vịnh Thái Lan và phía nam Biển Đông (bao gồm cả Việt Nam, từ Kiên Giang đến Trà Vinh). Cá trưởng thành sống xung quanh các rạn san hô và các bãi đá ngầm ở vùng đáy bùn hoặc cát, và ở khu vực cửa biển, độ sâu khoảng 20 m trở lại.

## Mô tả
E. erythrurus trưởng thành có chiều dài cơ thể lớn nhất đo được là khoảng 45 cm. Thân thuôn dài, hình bầu dục, có màu nâu với các mảng đốm màu trắng như các cụm mây. Nhiều cá thể, đặc biệt là các cá thể lớn hơn, có màu nâu tổng thể mà không có đốm, hoặc có đốm nhưng rất mờ.
Số gai ở vây lưng: 11; Số tia vây mềm ở vây lưng: 15 - 17; Số gai ở vây hậu môn: 3; Số tia vây mềm ở vây hậu môn: 8; Số gai ở vây bụng: 1; Số tia vây mềm ở vây bụng: 5.
Thức ăn của E. erythrurus là các loài cá nhỏ hơn, động vật thân mềm và động vật giáp xác. Chúng sống đơn độc. E. erythrurus được đánh bắt trong nghề cá.